# Daina Gudzinevičiūtė
Daina Gudzinevičiūtė (Vilnius, 23 dicembre 1965) è una tiratrice a volo lituana, vincitrice della medaglia d'oro ai Giochi olimpici di Sydney 2000 nel trap femminile.

## Palmarès
Giochi olimpici
- 1 medaglia:
  - 1 oro (trap a Sydney 2000).